# یواس‌اس کالیستر: به سوی بی‌نهایت
یواس‌اس کالیستر: به سوی بی‌نهایت (به انگلیسی: USS Callister: Into Infinity)، ششمین و آخرین قسمت از فصل هفتم مجموعه آنتولوژی علمی‌تخیلی بریتانیایی آینه سیاه است. فیلم‌نامه این قسمت توسط خالق سریال آینه سیاه یعنی چارلی بروکر با همراهی بیشا کی. علی، ویلیام بریجز و بکا بولینگ نوشته شده و توبی هینز آن را کارگردانی کرده است. این قسمت، دنباله‌ای مستقیم بر اپیزود یواس‌اس کالیستر از فصل چهارم مجوعه آینه سیاه است. این نخستین باری است که برای یکی از اپیزودهای آینه سیاه، دنباله رسمی ساخته می‌شود. به سوی بی‌نهایت همچنین پس از اپیزودهای یواس‌اس کالیستر و اهریمن ۷۹ و دشمن قسم‌خورده چهارمین تجربه کارگردانی هینز در این مجموعه است. کریستین میلیوتی، جیمی سیمپسون، بیلی مگنوسن و جسی پلمونس همگی نقش‌های خود در اپیزود قبلی را در این قسمت نیز تکرار کرده‌اند. یواس‌اس کالیستر: به سوی بی‌نهایت به همراه تمام قسمت‌های دیگر فصل هفتم در تاریخ ۱۰ آوریل ۲۰۲۵ توسط نتفلیکس منتشر شد.
داستان این قسمت، مدت زمانی کوتاهی پس از وقایع یواس‌اس کالیستر رخ می‌دهد. با مرگ رابرت دیلی، کلون‌هایی که او از همکارانش ساخته همچنان در فضای ابری سرورهای بازی اسیر هستند و با حمله به بازیکنان دیگر و گرفتن امتیازات آن‌ها سعی در زنده ماندن دارند. هم‌زمان، یک خبرنگار باهوش به دنبال پی بردن به رازهای رابرت و علت مرگ او است و این مسئله باعث نگرانی جیمز والتون شده است. در این میان، ننت که بین دو راهی بر سر رهایی خود از ماجرای کشته شدن رابرت و کمک به کلون خود در بازی گیر کرده است، مجبور به انتخابی سخت می‌شود که پیامدی باورنکردنی برای او دارد.
استقبال از یواس‌اس کالیستر به قدری زیاد بود که بروکر به فکر خلق سریال جداگانه‌ای بر اساس آن افتاد. او حتی یک طرح ابتدایی نوشت اما اعتصابات ۲۰۲۳ سگ-افترا باعث تعویق پروژه شد و بروکر تصمیم گرفت ایده خود را تبدیل به اپیزودی طولانی برای فصل هفتم کند. بروکر، حضور جسی پلمونس در این قسمت را تا پیش از پخش رسمی آن از رسانه‌ها مخفی نگه داشته بود. همچنین میکلا کوئل به علت تداخل زمانی نتوانست برای ایفای مجدد نقش خود به پروژه اضافه شود و به همین دلیل شخصیت او در پیش‌داستان کشته شد. یواس‌اس کالیستر: به سوی بی‌نهایت با بازخورد مثبت منتقدان همراه بود و در زمینه تیم بازیگری، ضرباهنگ بالا و اجرای فنی ستایش شد.